# Abad
Abad (ryska: Абад) är en ort i Azerbajdzjan.   Den ligger i distriktet Ağdaş Rayonu, i den centrala delen av landet, 220 kilometer väster om huvudstaden Baku. Abad ligger 9 meter över havet och antalet invånare är 1 716.
Terrängen runt Abad är mycket platt. Närmaste större samhälle är Orta-Lyaki, 9,2 kilometer nordost om Abad.
Trakten runt Abad består till största delen av jordbruksmark. Runt Abad är det ganska tätbefolkat, med 96 invånare per kvadratkilometer.